# Erstes Entlastungspaket
Als Erstes Entlastungspaket, auch Entlastungspaket 1, wird eines von mehreren Regelungsbündeln der deutschen Bundesregierung bezeichnet. Es wurde im Jahr 2022 beschlossen, um die finanziellen Auswirkungen stark gestiegener Energiekosten für Bevölkerung und Wirtschaft abzumildern. Es umfasste rückwirkend zum 1. Januar 2022:
- Arbeitnehmerpauschbetrag: Anhebung des Pauschbetrages bei der Einkommenssteuer um 200 Euro, auf 1200 Euro.[1]
- Grundfreibetrag: Der Grundfreibetrag wurde um 363 Euro auf 10.347 Euro erhöht.[2]
- Pendlerpauschale: Die Entfernungspauschale für Fernpendler wurde bis 2026 von 35 ct auf 38 ct erhöht.[3][4]